# Pingasa batiaria
Pingasa batiaria är en fjärilsart som beskrevs av Carl Plötz 1880. Pingasa batiaria ingår i släktet Pingasa och familjen mätare. Inga underarter finns listade i Catalogue of Life.